# Soetkin Hoessen
Soetkin Hoessen (Torhout, 30 maart 1985) is een Belgisch politica voor Groen.

## Levensloop
Hoessen volgde Latijns-Grieks aan het Sint-Jozefsinstituut van Torhout. Vervolgens behaalde ze in 2008 het diploma van master in de geschiedenis aan de Katholieke Universiteit Leuven. Ook ging ze van 2005 tot 2006 als uitwisselingsstudente van ERASMUS aan de Aristoteles-universiteit van Thessaloniki studeren. In 2013 voltooide ze nog een bachelor in de filosofie aan de KU Leuven.
Na haar studies was ze van 2009 tot 2013 leerkracht en van 2010 tot 2013 pr-manager aan het Spectrumcollege van Beringen-Lummen. Nadien werd Hoessen van 2014 tot 2019 financieel expert in woonleningen en verzekeringen bij de bank KBC in Brussel. Van 2017 tot 2020 was ze tevens bestuurder van PLASTIVOR, een project dat inzet op circulaire economie en waarvan Hoessen de medebezieler was.
Van maart 2018 tot november 2019 was Hoessen secretaris van de Groen-afdeling van het Brussels Hoofdstedelijk Gewest. Van december 2018 tot december 2024 zetelde ze voor deze partij tevens in de Brusselse gemeenteraad. Ook was ze oprichter van Greenpreneurs, een netwerk van duurzame zelfstandige ondernemers binnen Groen Brussel.
Bij de Brusselse gewestverkiezingen van 26 mei 2019 stond Hoessen op de vierde plaats van de Groen-lijst. Ze werd niet verkozen, maar werd in juli 2019 alsnog lid van het Brussels Hoofdstedelijk Parlement als opvolgster van Brussels minister Elke Van den Brandt. Als Brussels Parlementslid werd ze lid van de commissies Economische Zaken en Tewerkstelling en Territoriale Ontwikkeling.  Als verkozene voor de Nederlandstalige taalgroep in dit parlement werd ze tevens lid van de Raad van de Vlaamse Gemeenschapscommissie, waar ze van 2019 tot 2024 ondervoorzitter werd. In september 2019 werd ze in opvolging van Van den Brandt eveneens voorgedragen om als deelstaatsenator in de Senaat te zetelen. Van 2021 tot 2023 was ze tevens lid van de Belgische delegatie in de Parlementaire Vergadering van de Organisatie voor Veiligheid en Samenwerking in Europa. Hoessen bleef haar parlementaire mandaten uitoefenen tot in 2024.
Bij de Vlaamse verkiezingen van 9 juni 2024 kreeg Hoessen de derde plaats op de lijst van Groen in de kieskring Brussel-Hoofdstad toegewezen, maar ze raakte niet verkozen. Enkele maanden later raakte ze ook niet herkozen als gemeenteraadslid in Brussel.
Sinds oktober 2024 is Hoessen diensthoofd Lokaal Cultuurbeleid en Brede School voor het gemeentebestuur van Sint-Agatha-Berchem.